# Missouriterritorium

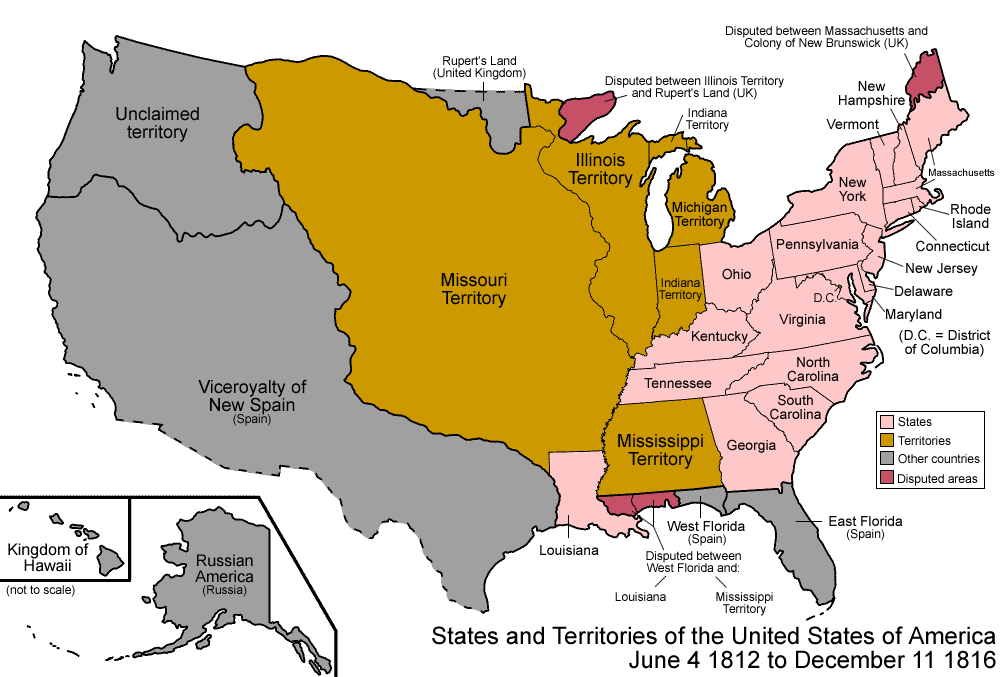
De staten en territoria van de Verenigde Staten van 1812 tot 1816

Het Missouriterritorium (Engels: Territory of Missouri, Missouri Territory) was een geïncorporeerd en georganiseerd territorium van de Verenigde Staten van 4 juni 1812 tot 10 augustus 1821. Het was de verderzetting onder een nieuwe naam van het Louisianaterritorium, dat was gesticht om het reusachtige grondgebied van de Louisiana Purchase te besturen. In 1819 werd het Arkansasterritorium afgesplitst. In 1821 trad Missouri toe tot de unie als staat, waarna het territorium ophield te bestaan. Het overgebleven grondgebied bleef jarenlang zonder overheid. Stapsgewijs werden er nieuwe territoria gesticht, tot in 1868 het laatste territorium – het Wyomingterritorium – werd opgericht.

## Gouverneurs
| Naam            | Termijn   | Partij                            |
| --------------- | --------- | --------------------------------- |
| Benjamin Howard | 1812      | Democratisch-Republikeinse Partij |
| William Clark   | 1813-1820 | Partijloos                        |

Georganiseerde en geïncorporeerde territoria: Noordwest (1787–1803) · Zuidwest (1790–1796) · Mississippi (1798–1817) · Indiana (1800–1816) · Orleans (1804–1812) · Louisiana/Missouri (1805–1821) · Michigan (1805–1837) · Illinois (1809–1818) · Alabama (1817–1819) · Arkansas (1819–1836) · Florida (1822–1845) · Indian Territory (1834–1907) · Wisconsin (1836–1848) · Iowa (1838–1846) · Oregon (1848–1859) · Minnesota (1849–1858) · New Mexico (1850–1912) · Oklahoma (1890–1907) · Utah (1850–1896) · Washington (1853–1889) · Kansas (1854–1861) · Nebraska (1854–1867) · Nevada (1861–1864) · Colorado (1861–1876) · Dakota (1861–1889) · Idaho (1863–1890) · Arizona (1863–1912) · Montana (1864–1889) · Wyoming (1868–1890) · Hawaï (1900–1959) · Alaska (1912–1959)
Niet-geïncorporeerde territoria: Guam (1898–) · Filipijnen (1898–1946) · Puerto Rico (1898–) · Amerikaans-Samoa (1899–) · Panamakanaalzone (1903–1979) · Amerikaanse Maagdeneilanden (1917–) · Noordelijke Marianen (1975–)
Onbewoonde eilanden en claims onder de Guano Islands Act: Phoenixeilanden (1856–1979) · Roncador Bank (1856–1981) · Serrana Bank (1856–1981) · Baker (1857–) · Jarvis (1858–) · Johnston (1858–) · Navassa (1858–) · Kingman (1860–) · Swaneilanden (1863–1972) · Howland (1867–) · Midway (1867–) · Quita Sueño (1869–1981) · Palmyra (1898–) · Wake (1899–) · Corn Islands (1914–1971)